# Flagrum

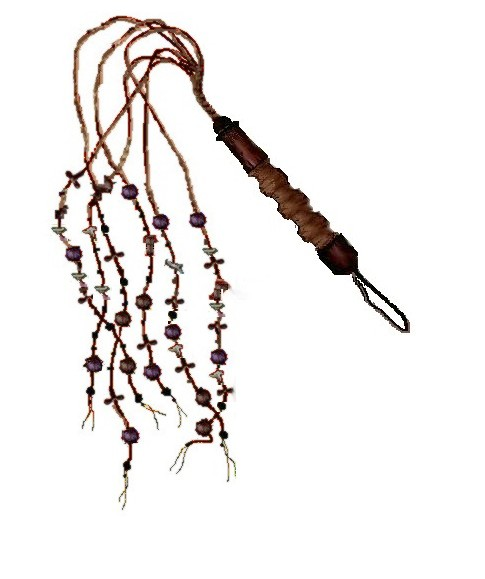
Flagrum, Flagellum taxillatum Romano

Flagrum – rodzaj bicza, stosowanego przez starożytnych Rzymian podczas kary chłosty. Bicz ten, opatrzony rękojeścią (zazwyczaj drewnianą), składał się z trzech dość długich rzemieni, zakończonych metalowymi haczykami, które przy każdym uderzeniu wyrywały cząsteczki ciała i unosiły je ze sobą. Końcówki biczów zawijały się i raniły również przód ciała, choć używano go do chłostania pleców i pośladków skazańca.